# Коппола, Джиа
Джи́а Ко́ппола (англ. Gia Coppola; род. 1 января 1987, Лос-Анджелес, Калифорния) — американский кинорежиссёр, менее известна как сценаристка, киноактриса и кинопродюсер. Принадлежит кинематографической семье Коппола, является внучкой известного кинорежиссёра, сценариста и продюсера Фрэнсиса Форда Копполы.

## Биография
Джан-Карла Коппола родилась 1 января 1987 года в Лос-Анджелесе (штат Калифорния, США). Отец — Джан-Карло Коппола (1963—1986), был начинающим киноактёром и кинопродюсером, но погиб в возрасте 22 лет, так и не увидев ни разу свою дочь. Мать — Жаклин Де Ла Фонтан — малоизвестная костюмер, киноактриса и продюсер.
Впервые Коппола появилась на экране в двухлетнем возрасте, но актрисой так и не стала. В 2000 году её отчимом стал Питер Гетти, сын известного бизнесмена, инвестора, филантропа и миллиардера Гордона Гетти, но спустя девять лет её мать с ним развелась.
Коппола училась в школе Арчера, а потом уехала на другой конец страны, чтобы изучать фотографию в колледже Бард. С 2010 года начала режиссёрскую карьеру.

## Избранная фильмография

### Режиссёр
фильмы
- 2013 — Пало-Альто / Palo Alto[9]
- 2020 — Мейнстрим[англ.] / Mainstream[10]
- 2024 — Шоугёрл / The Last Showgirl

видеоклипы
- 2014 — «You're Not Good Enough» — Blood Orange[англ.][11]
- 2015 — Your Type[англ.] — Карли Рэй Джепсен
- 2017 —  Cut to the Feeling[англ.] — Карли Рэй Джепсен
- 2019 — «Applaud» — Yves Tumor
- 2020 — «Are You A Magician?» — Соко
- 2023 — «Where do we go now?» — Грейси Абрамс
- 2024 — «Lucky» ― Холзи

### Актриса
- 1989 — Нью-йоркские истории / New York Stories — Зои в детстве (в новелле «Жизнь без Зои»)
- 1990 — Крёстный отец 3 / The Godfather Part III — внучка Конни Корлеоне (в титрах не указана)
- 1995 — California — Wax — девочка в машине (видеоклип)

### Прочие работы
- 2010 — Где-то / Somewhere — ассистент костюмера
- 2011 — Между / Twixt — креативный консультант

### Благодарности в титрах
- 1996 — Джек / Jack — «посвящается Джиа»
- 2016 — Париж подождёт / Paris Can Wait — «режиссёр также благодарит»
- 2018 — Клуб миллиардеров / Billionaire Boys Club — «особая благодарность»